# Quête
Il termine quête (IPA: 'kɛ:t) deriva dal francese e significa 'ricerca'. La parola viene talvolta utilizzata nell’ambito degli studi della letteratura romanza originariamente medievale, indicando quindi una sorta di percorso o di ricerca più o meno deliberatamente intrapresa dall’individuo, che in genere è protagonista di un'opera letteraria.
La dizione è tradizionalmente legata al concetto di viaggio: nel caso ideale, il cavaliere medievale segue un percorso ad esempio di peregrinatio, che lo porterà a destinazione non solo nella dimensione spaziale, ma che contribuirà anche al raggiungimento di un punto di arrivo ideale, che può avere caratterere religioso oppure spirituale in genere. Nel caso di personaggi del ciclo bretone come i Cavalieri della Tavola Rotonda, l’individuo misura e sviluppa le sue risorse e dà prova di valore militare: parallelamente persegue la ricerca ad esempio di una reliquia. 

Questo topos di ricerca spirituale può estendersi anche ad altri concetti, primo tra tutti quello della quête amorosa. Si ritrova questo tipo di accezione ad esempio nel caso della Vita nova, dove il pellegrino è impegnato non solo nei difficili meandri del viaggio, ma anche in quelli della ricerca della persona da amare.

Con la successiva affermazione dell’età moderna, la quête non è più esclusivamente un percorso dettato da esigenze religiose e quindi legato ad entità trascendentali, ma diventa parte di uno sviluppo individuale di cui l’individuo si assume la piena responsabilità,
per cui è possibile estendere il concetto medievale di quête anche al cammino di sviluppo o di ricerca intrapreso da personaggi della letteratura moderna.